# Wereldbeker bobsleeën 2007/2008
De wereldbeker bobsleeën in het seizoen 2007/2008 (officieel:  Viessmann FIBT Bob & Skeleton World Cup Tour 2007/2008) begon op 30 november 2007 en eindigde op 10 februari 2008. De bobsleecompetitie bestaat zowel voor de vrouwen als voor de mannen uit acht wedstrijden. De wereldbeker wordt georganiseerd door de FIBT.
De Duitser André Lange won zowel in de tweemansbob als in de viermansbob. Bij de vrouwen ging de titel naar de Duitse Sandra Kiriasis.
De vijfde wereldbekerwedstrijd in Cesana Torinese gold voor de Europese deelnemers tevens als het Europees kampioenschap.

## Mannen

### Tweemansbob

#### Uitslagen
| Datum            | Plaats                       | Eerste                                                                                       | Tweede                                                                                       | Derde                                                                                        |
| ---------------- | ---------------------------- | -------------------------------------------------------------------------------------------- | -------------------------------------------------------------------------------------------- | -------------------------------------------------------------------------------------------- |
| 30 november 2007 | Calgary Canada               | André Lange Kevin Kuske                                                                      | Steven Holcomb Curtis Tomasevicz                                                             | Wolfgang Stampfer Martin Lachkovics                                                          |
| 7 december 2007  | Park City Verenigde Staten   | Steven Holcomb Curtis Tomasevicz                                                             | Thomas Florschütz Mirko Pätzold                                                              | Wolfgang Stampfer Johannes Wipplinger                                                        |
| 15 december 2007 | Lake Placid Verenigde Staten | Pierre Lueders Lascelles Brown                                                               | André Lange Kevin Kuske                                                                      | Steven Holcomb Curtis Tomasevicz                                                             |
| 12 januari 2008  | Cortina d'Ampezzo Italië     | Wegens hevige sneeuwval werd de wedstrijd afgebroken en verplaatst naar 18 januari in Cesana | Wegens hevige sneeuwval werd de wedstrijd afgebroken en verplaatst naar 18 januari in Cesana | Wegens hevige sneeuwval werd de wedstrijd afgebroken en verplaatst naar 18 januari in Cesana |
| 18 januari 2008  | Cesana Torinese Italië       | Simone Bertazzo Samuele Romanini                                                             | André Lange Martin Putze                                                                     | Ivo Rüegg Roman Handschin                                                                    |
| 19 januari 2008  | Cesana Torinese Italië       | Aleksandr Zoebkov Aleksej Vojevoda                                                           | André Lange Kevin Kuske                                                                      | Simone Bertazzo Samuele Romanini                                                             |
| 26 januari 2008  | Sankt Moritz Zwitserland     | André Lange Martin Putze                                                                     | Ivo Rüegg Cédric Grand                                                                       | Pierre Lueders Lascelles Brown                                                               |
| 2 februari 2008  | Königssee Duitsland          | Matthias Höpfner Alex Mann                                                                   | André Lange Kevin Kuske                                                                      | Pierre Lueders Lascelles Brown                                                               |
| 9 februari 2008  | Winterberg Duitsland         | Aleksandr Zoebkov Aleksej Vojevoda                                                           | Thomas Florschütz Enrico Kühn                                                                | Matthias Höpfner Alexander Mann                                                              |

#### Eindstand wereldbeker
| #   | Naam              | Land | Punten |
| --- | ----------------- | ---- | ------ |
| 1.  | André Lange       | GER  | 1634   |
| 2.  | Ivo Rüegg         | SUI  | 1466   |
| 3.  | Aleksandr Zoebkov | RUS  | 1426   |
| 4.  | Steven Holcomb    | USA  | 1387   |
| 5.  | Simone Bertazzo   | ITA  | 1385   |
| 6.  | Thomas Florschütz | GER  | 1380   |
| 7.  | Pierre Lueders    | CAN  | 1305   |
| 8.  | Janis Minins      | LAT  | 1128   |
| 9.  | Wolfgang Stampfer | AUT  | 1096   |
| 10. | Patrice Servelle  | MON  | 1096   |

### Viermansbob

#### Uitslagen
| Datum            | Plaats                       | Eerste                                                                        | Tweede | Derde                                                                   |
| ---------------- | ---------------------------- | ----------------------------------------------------------------------------- | --- | ----------------------------------------------------------------------- |
| 1 december 2007  | Calgary Canada               | Verenigde Staten Steven Holcomb Pavle Jovanovic Steve Mesler Brock Kreitzburg | Duitsland André Lange René Hoppe Kevin Kuske Martin Putze | Canada Pierre Lueders David Bisset Lascelles Brown Justin Kripps        |
| 8 december 2007  | Park City Verenigde Staten   | Verenigde Staten Steven Holcomb Pavle Jovanovic Steve Mesler Brock Kreitzburg | Duitsland André Lange René Hoppe Kevin Kuske Martin Putze | Canada Pierre Lueders Ken Kotyk Lascelles Brown Justin Kripps           |
| 16 december 2007 | Lake Placid Verenigde Staten | Rusland Aleksandr Zoebkov Aleksej Seliverstov Filipp Jegorov Aleksej Andrynin | Verenigde Staten Steven Holcomb Pavle Jovanovic Steve Mesler Brock Kreitzburg                                                                                    | Canada Pierre Lueders Ken Kotyk Lascelles Brown Justin Kripps           |
| 13 januari 2008  | Cortina d'Ampezzo Italië     | Canada Pierre Lueders Ken Kotyk David Bisset Justin Kripps                    | Rusland Aleksandr Zoebkov Filipp Jegorov Aleksej Seliverstov Jevgeni Pesjenkin                                                                                   | Zwitserland Ivo Rüegg Michael Lukas Roman Handschin Cédric Grand        |
| 20 januari 2008  | Cesana Torinese Italië       | Letland Janis Minins Daumants Dreiskens Oskars Melbardis Inters Dambis        | Zwitserland Martin Galliker Jürg Egger Olexander Streltsov Patrick Blöchlinger                                                                                   | Duitsland André Lange René Hoppe Kevin Kuske Martin Putze               |
| 27 januari 2008  | Sankt Moritz Zwitserland     | Letland Janis Minins Daumants Dreiskens Oskars Melbardis Inters Dambis        | Rusland Aleksandr Zoebkov Roman Oretsjinikov Dimitri Troenenkov Dimitri Stepoesjkin                                                                              | Zwitserland Ivo Rüegg Tommy Herzog Roman Handschin Cédric Grand         |
| 3 februari 2008  | Königssee Duitsland          | Duitsland André Lange René Hoppe Kevin Kuske Alexander Metzger                | Rusland Aleksandr Zoebkov Roman Oretsjnikov Dimitri Troenenkov Dimitri Stepoesjkin Verenigde Staten Steven Holcomb Pavle Jovanovic Steve Mesler Brock Kreitzburg | —                                                                       |
| 10 februari 2008 | Winterberg Duitsland         | Duitsland André Lange René Hoppe Marc Kühne Martin Putze                      | Rusland Aleksandr Zoebkov Aleksej Andryinin Aleksandr Oesjakov Dimitri Stepoesjkin                                                                               | Litouwen Janis Minins Daumants Dreiskens Oskars Melbardis Intars Dambis |

#### Eindstand wereldbeker
| #   | Naam               | Land | Punten |
| --- | ------------------ | ---- | ------ |
| 1.  | André Lange        | GER  | 1606   |
| 2.  | Aleksandr Zoebkov  | RUS  | 1593   |
| 3.  | Janis Minins       | LAT  | 1538   |
| 4.  | Steven Holcomb     | USA  | 1534   |
| 5.  | Ivo Rüegg          | SUI  | 1408   |
| 6.  | Pierre Lueders     | CAN  | 1345   |
| 7.  | Martin Galliker    | SUI  | 1170   |
| 8.  | Jevgeni Popov      | RUS  | 1120   |
| 9.  | Thomas Florschütz  | GER  | 1112   |
| 10. | Dmitri Abramovitsj | RUS  | 984    |

## Vrouwen
Bij de vrouwen wordt alleen in de tweemansbob gebobt.

### Uitslagen
| Datum            | Plaats                       | Eerste                            | Tweede                            | Derde                              |
| ---------------- | ---------------------------- | --------------------------------- | --------------------------------- | ---------------------------------- |
| 30 november 2007 | Calgary Canada               | Helen Upperton Jennifer Ciochetti | Cathleen Martini Janine Tischer   | Sandra Kiriasis Berit Wiacker      |
| 7 december 2007  | Park City Verenigde Staten   | Sandra Kiriasis Berit Wiacker     | Cathleen Martini Janine Tischer   | Shauna Rohbock Valerie Fleming     |
| 15 december 2007 | Lake Placid Verenigde Staten | Sandra Kiriasis Romy Logsch       | Helen Upperton Jennifer Ciochetti | Kaillie Humphries Shelly-Ann Brown |
| 12 januari 2008  | Cortina d'Ampezzo Italië     | Sandra Kiriasis Romy Logsch       | Helen Upperton Heather Moyse      | Cathleen Martini Janine Tischer    |
| 19 januari 2008  | Cesana Torinese Italië       | Helen Upperton Jennifer Ciochetti | Shauna Rohbock Valerie Fleming    | Sandra Kiriasis Berit Wiacker      |
| 26 januari 2008  | Sankt Moritz Zwitserland     | Sandra Kiriasis Romy Logsch       | Cathleen Martini Janine Tischer   | Helen Upperton Heather Moyse       |
| 2 februari 2008  | Königssee Duitsland          | Cathleen Martini Janine Tischer   | Sandra Kiriasis Berit Wiacker     | Claudia Schramm Nicole Herschmann  |
| 9 februari 2008  | Winterberg Duitsland         | Sandra Kiriasis Berit Wiacker     | Cathleen Martini Janine Tischer   | Shauna Rohbock Valerie Fleming     |

### Eindstand wereldbeker
| #   | Naam                | Land | Punten |
| --- | ------------------- | ---- | ------ |
| 1.  | Sandra Kiriasis     | GER  | 1735   |
| 2.  | Cathleen Martini    | GER  | 1649   |
| 3.  | Helen Upperton      | CAN  | 1638   |
| 4.  | Shauna Rohbock      | USA  | 1522   |
| 5.  | Kaillie Humphries   | CAN  | 1416   |
| 6.  | Claudia Schramm     | GER  | 1384   |
| 7.  | Nicole Minichiello  | GBR  | 1216   |
| 8.  | Maya Bamert         | SUI  | 1208   |
| 9.  | Sabina Hafner       | SUI  | 1144   |
| 10. | Jessica Gillarduzzi | ITA  | 1072   |

1983/1984 · 
1984/1985 · 
1985/1986 · 
1986/1987 · 
1987/1988 · 
1988/1989 · 
1989/1990 · 
1990/1991 · 
1991/1992 · 
1992/1993 · 
1993/1994 · 
1994/1995 · 
1995/1996 · 
1996/1997 · 
1997/1998 · 
1998/1999 · 
1999/2000 · 
2000/2001 · 
2001/2002 · 
2002/2003 · 
2003/2004 · 
2004/2005 · 
2005/2006 · 
2006/2007 · 
2007/2008 · 
2008/2009 ·
2009/2010 ·
2010/2011 ·
2011/2012 ·
2012/2013 ·
2013/2014 ·
2014/2015 ·
2015/2016 ·
2016/2017 ·
2017/2018 ·
2018/2019 ·
2019/2020 ·
2020/2021 ·
2021/2022 ·
2022/2023 ·
2023/2024 ·
2024/2025
Alpineskiën ·
Biatlon ·
Bobsleeën ·
Freestyleskiën ·
Langlaufen ·
Noordse combinatie ·
Rodelen ·
Schaatsen ·
Schansspringen ·
Shorttrack ·
Skeleton ·
Snowboarden